# 25510 Donvincent
25510 Donvincent è un asteroide della fascia principale. Scoperto nel 1999, presenta un'orbita caratterizzata da un semiasse maggiore pari a 2,3557827 UA e da un'eccentricità di 0,1374068, inclinata di 7,84671° rispetto all'eclittica.